# Eisai (monge)
Eisai (Província de Bitchū, no Japão, 27 de maio de 1141 - 1 de agosto de 1215) foi um monge budista japonês responsável pela introdução do zen e do chá no Japão, provenientes da China, no século XII. Também fundou, no final desse século, em Hakata, em Fukuoka, o templo Shofuku (Shofuku-ji), que é o mais antigo templo budista zen do Japão.